# Roncus belbogi
Roncus belbogi är en spindeldjursart som beskrevs av Curcic, Makarov och Lucic 1998. Roncus belbogi ingår i släktet Roncus och familjen helplåtklokrypare. Inga underarter finns listade i Catalogue of Life.